# Manidens condorensis
Manidens condorensis es la única especie conocida del género extinto Manidens de dinosaurio ornitisquio heterodontosáurido que vivió a mediados del período Jurásico, hace aproximadamente entre 171 a 167 millones de años durante el Bajociano en lo que es hoy Sudamérica.

## Descripción
Manidens era un heterodontosáurido relativamente basal que llegaba hasta los 60 a 75 centímetros de largo, lo que lo hace menor que heterodontosáuridos posteriores. Sus dientes de coronas altas son una indicación de un incremento en la adaptación a la dieta herbívora pero carecen de las facetas desgastadas vistas en formas más avanzadas como Heterodontosaurus. El descubrimiento de estructuras filamentosas integumentarias en Tianyulong, un pariente cercano sugiere que también pueden haber estado presentes en otros heterodontosáuridos como Manidens.
Fósiles asignados a Manidens de Argentina indican que este dinosaurio pudo haber sido al menos parcialmente arbóreo. Los especímenes consisten en una serie de huesos de las patas traseras y algunas vértebras de la cola y se atribuyen tentativamente a Manidens con base en su procedencia. Los huesos largos del dedo del pie indican que los huesos del dedo del pie eran capaces de agarrar. Los distintos accesorios de anclaje para los músculos y tendones del hallux indican que era más pequeño que el resto de los dedos de los pies, pero que aún podría haber agarrado. El análisis del componente principal encontró que las patas de Manidens eran más similares a las de las aves que se posan en los árboles.

## Descubrimiento e investigación
Sus fósiles se han encontrado en la Formación Cañadón Asfalto en la provincia de Chubut, Patagonia Argentina, datando del Bajociano.
La especie tipo de Manidens, Manidens condorensis, fue descrita en la publicación Naturwissenschaften en el año 2011. Manidens fue nombrado por Diego Pol, Oliver Rauhut y Marcos Becerra. Su nombre genérico se debe al latín manus, "mano", y dens, "diente", lo cual se refiere a la forma de mano abierta de los dientes inferiores en la parte posterior de la mandíbula. El nombre específico se refiere al pueblo de Cerro Cóndor, localizado cerca del sitio Queso Rallado donde el espécimen fue hallado por el zoólogo Guillermo Rougier.
El espécimen holotipo de Manidens, MPEF-PV 3211, consiste de un esqueleto parcial con cráneo y la mandíbula inferior, incluyendo la columna axial exceptuando la mayor parte de la cola; la parte izquierda de la faja de los hombros y la pelvis. Los especímenes MPEF-PV 1719, 1786, 1718, 3810, 3811 son dientes posteriores, de la misma localidad y horizonte del holotipo y por ello son también referidos al género. Los especímenes fueron encontrados en la localidad de Queso Rallado de la formación Cañadón Asfalto, datando del Aaleniense o principios del Bathoniense, 171 ± 5 to 167 ± 4 millones de años.

## Clasificación
Manidens es el taxón hermano de un clado consistente de las especies africanas Heterodontosaurus, Abrictosaurus y Lycorhinus, indicando una temprana radiación evolutiva de los heterodontosáuridos.

### Filogenia
Cladograma según Pol et al., 2011:
|  | Manidens |
|  | |
|  | \| \| Abrictosaurus \| \| \| \| \| \| BMNH A100 \| \| \| \| \| \| Heterodontosaurus \| \| \| \| \| \| Lycorhinus \| \| \| \| |
|  | |
|  | Abrictosaurus |
|  | |
|  | BMNH A100 |
|  | |
|  | Heterodontosaurus |
|  | |
|  | Lycorhinus |
|  | |

|  | Abrictosaurus     |
|  |                   |
|  | BMNH A100         |
|  |                   |
|  | Heterodontosaurus |
|  |                   |
|  | Lycorhinus        |
|  |                   |

|  | Manidens |
|  | |
|  | \| \| Abrictosaurus \| \| \| \| \| \| BMNH A100 \| \| \| \| \| \| Heterodontosaurus \| \| \| \| \| \| Lycorhinus \| \| \| \| |
|  | |
|  | Abrictosaurus |
|  | |
|  | BMNH A100 |
|  | |
|  | Heterodontosaurus |
|  | |
|  | Lycorhinus |
|  | |

|  | Abrictosaurus     |
|  |                   |
|  | BMNH A100         |
|  |                   |
|  | Heterodontosaurus |
|  |                   |
|  | Lycorhinus        |
|  |                   |

|  | Manidens |
|  | |
|  | \| \| Abrictosaurus \| \| \| \| \| \| BMNH A100 \| \| \| \| \| \| Heterodontosaurus \| \| \| \| \| \| Lycorhinus \| \| \| \| |
|  | |
|  | Abrictosaurus |
|  | |
|  | BMNH A100 |
|  | |
|  | Heterodontosaurus |
|  | |
|  | Lycorhinus |
|  | |

|  | Abrictosaurus     |
|  |                   |
|  | BMNH A100         |
|  |                   |
|  | Heterodontosaurus |
|  |                   |
|  | Lycorhinus        |
|  |                   |

|  | Manidens |
|  | |
|  | \| \| Abrictosaurus \| \| \| \| \| \| BMNH A100 \| \| \| \| \| \| Heterodontosaurus \| \| \| \| \| \| Lycorhinus \| \| \| \| |
|  | |
|  | Abrictosaurus |
|  | |
|  | BMNH A100 |
|  | |
|  | Heterodontosaurus |
|  | |
|  | Lycorhinus |
|  | |

|  | Abrictosaurus     |
|  |                   |
|  | BMNH A100         |
|  |                   |
|  | Heterodontosaurus |
|  |                   |
|  | Lycorhinus        |
|  |                   |

|  | Eocursor   |
|  |            |
|  | Genasauria |
|  |            |

|  | Manidens |
|  | |
|  | \| \| Abrictosaurus \| \| \| \| \| \| BMNH A100 \| \| \| \| \| \| Heterodontosaurus \| \| \| \| \| \| Lycorhinus \| \| \| \| |
|  | |
|  | Abrictosaurus |
|  | |
|  | BMNH A100 |
|  | |
|  | Heterodontosaurus |
|  | |
|  | Lycorhinus |
|  | |

|  | Abrictosaurus     |
|  |                   |
|  | BMNH A100         |
|  |                   |
|  | Heterodontosaurus |
|  |                   |
|  | Lycorhinus        |
|  |                   |

|  | Manidens |
|  | |
|  | \| \| Abrictosaurus \| \| \| \| \| \| BMNH A100 \| \| \| \| \| \| Heterodontosaurus \| \| \| \| \| \| Lycorhinus \| \| \| \| |
|  | |
|  | Abrictosaurus |
|  | |
|  | BMNH A100 |
|  | |
|  | Heterodontosaurus |
|  | |
|  | Lycorhinus |
|  | |

|  | Abrictosaurus     |
|  |                   |
|  | BMNH A100         |
|  |                   |
|  | Heterodontosaurus |
|  |                   |
|  | Lycorhinus        |
|  |                   |

|  | Manidens |
|  | |
|  | \| \| Abrictosaurus \| \| \| \| \| \| BMNH A100 \| \| \| \| \| \| Heterodontosaurus \| \| \| \| \| \| Lycorhinus \| \| \| \| |
|  | |
|  | Abrictosaurus |
|  | |
|  | BMNH A100 |
|  | |
|  | Heterodontosaurus |
|  | |
|  | Lycorhinus |
|  | |

|  | Abrictosaurus     |
|  |                   |
|  | BMNH A100         |
|  |                   |
|  | Heterodontosaurus |
|  |                   |
|  | Lycorhinus        |
|  |                   |

|  | Manidens |
|  | |
|  | \| \| Abrictosaurus \| \| \| \| \| \| BMNH A100 \| \| \| \| \| \| Heterodontosaurus \| \| \| \| \| \| Lycorhinus \| \| \| \| |
|  | |
|  | Abrictosaurus |
|  | |
|  | BMNH A100 |
|  | |
|  | Heterodontosaurus |
|  | |
|  | Lycorhinus |
|  | |

|  | Abrictosaurus     |
|  |                   |
|  | BMNH A100         |
|  |                   |
|  | Heterodontosaurus |
|  |                   |
|  | Lycorhinus        |
|  |                   |

|  | Eocursor   |
|  |            |
|  | Genasauria |
|  |            |

|  | Manidens |
|  | |
|  | \| \| Abrictosaurus \| \| \| \| \| \| BMNH A100 \| \| \| \| \| \| Heterodontosaurus \| \| \| \| \| \| Lycorhinus \| \| \| \| |
|  | |
|  | Abrictosaurus |
|  | |
|  | BMNH A100 |
|  | |
|  | Heterodontosaurus |
|  | |
|  | Lycorhinus |
|  | |

|  | Abrictosaurus     |
|  |                   |
|  | BMNH A100         |
|  |                   |
|  | Heterodontosaurus |
|  |                   |
|  | Lycorhinus        |
|  |                   |

|  | Manidens |
|  | |
|  | \| \| Abrictosaurus \| \| \| \| \| \| BMNH A100 \| \| \| \| \| \| Heterodontosaurus \| \| \| \| \| \| Lycorhinus \| \| \| \| |
|  | |
|  | Abrictosaurus |
|  | |
|  | BMNH A100 |
|  | |
|  | Heterodontosaurus |
|  | |
|  | Lycorhinus |
|  | |

|  | Abrictosaurus     |
|  |                   |
|  | BMNH A100         |
|  |                   |
|  | Heterodontosaurus |
|  |                   |
|  | Lycorhinus        |
|  |                   |

|  | Manidens |
|  | |
|  | \| \| Abrictosaurus \| \| \| \| \| \| BMNH A100 \| \| \| \| \| \| Heterodontosaurus \| \| \| \| \| \| Lycorhinus \| \| \| \| |
|  | |
|  | Abrictosaurus |
|  | |
|  | BMNH A100 |
|  | |
|  | Heterodontosaurus |
|  | |
|  | Lycorhinus |
|  | |

|  | Abrictosaurus     |
|  |                   |
|  | BMNH A100         |
|  |                   |
|  | Heterodontosaurus |
|  |                   |
|  | Lycorhinus        |
|  |                   |

|  | Manidens |
|  | |
|  | \| \| Abrictosaurus \| \| \| \| \| \| BMNH A100 \| \| \| \| \| \| Heterodontosaurus \| \| \| \| \| \| Lycorhinus \| \| \| \| |
|  | |
|  | Abrictosaurus |
|  | |
|  | BMNH A100 |
|  | |
|  | Heterodontosaurus |
|  | |
|  | Lycorhinus |
|  | |

|  | Abrictosaurus     |
|  |                   |
|  | BMNH A100         |
|  |                   |
|  | Heterodontosaurus |
|  |                   |
|  | Lycorhinus        |
|  |                   |

|  | Eocursor   |
|  |            |
|  | Genasauria |
|  |            |

|  | Manidens |
|  | |
|  | \| \| Abrictosaurus \| \| \| \| \| \| BMNH A100 \| \| \| \| \| \| Heterodontosaurus \| \| \| \| \| \| Lycorhinus \| \| \| \| |
|  | |
|  | Abrictosaurus |
|  | |
|  | BMNH A100 |
|  | |
|  | Heterodontosaurus |
|  | |
|  | Lycorhinus |
|  | |

|  | Abrictosaurus     |
|  |                   |
|  | BMNH A100         |
|  |                   |
|  | Heterodontosaurus |
|  |                   |
|  | Lycorhinus        |
|  |                   |

|  | Manidens |
|  | |
|  | \| \| Abrictosaurus \| \| \| \| \| \| BMNH A100 \| \| \| \| \| \| Heterodontosaurus \| \| \| \| \| \| Lycorhinus \| \| \| \| |
|  | |
|  | Abrictosaurus |
|  | |
|  | BMNH A100 |
|  | |
|  | Heterodontosaurus |
|  | |
|  | Lycorhinus |
|  | |

|  | Abrictosaurus     |
|  |                   |
|  | BMNH A100         |
|  |                   |
|  | Heterodontosaurus |
|  |                   |
|  | Lycorhinus        |
|  |                   |

|  | Manidens |
|  | |
|  | \| \| Abrictosaurus \| \| \| \| \| \| BMNH A100 \| \| \| \| \| \| Heterodontosaurus \| \| \| \| \| \| Lycorhinus \| \| \| \| |
|  | |
|  | Abrictosaurus |
|  | |
|  | BMNH A100 |
|  | |
|  | Heterodontosaurus |
|  | |
|  | Lycorhinus |
|  | |

|  | Abrictosaurus     |
|  |                   |
|  | BMNH A100         |
|  |                   |
|  | Heterodontosaurus |
|  |                   |
|  | Lycorhinus        |
|  |                   |

|  | Manidens |
|  | |
|  | \| \| Abrictosaurus \| \| \| \| \| \| BMNH A100 \| \| \| \| \| \| Heterodontosaurus \| \| \| \| \| \| Lycorhinus \| \| \| \| |
|  | |
|  | Abrictosaurus |
|  | |
|  | BMNH A100 |
|  | |
|  | Heterodontosaurus |
|  | |
|  | Lycorhinus |
|  | |

|  | Abrictosaurus     |
|  |                   |
|  | BMNH A100         |
|  |                   |
|  | Heterodontosaurus |
|  |                   |
|  | Lycorhinus        |
|  |                   |

|  | Eocursor   |
|  |            |
|  | Genasauria |
|  |            |

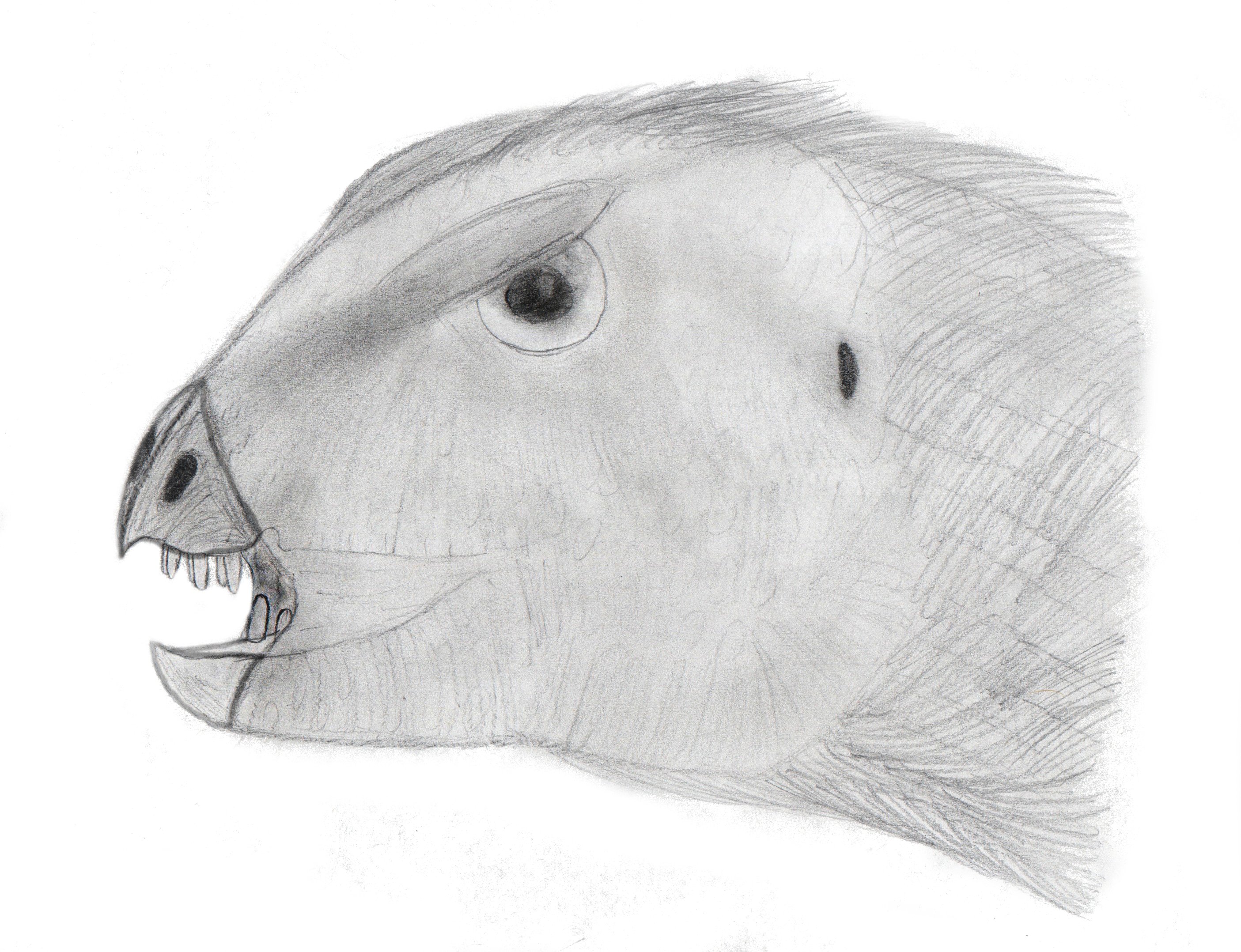
Recreación.

*Nota: Pol et al. consideran a Echinodon como un género de Heterodontosauridae.